# Pentanopsis
Pentanopsis es un género con dos especies de plantas fanerógamas perteneciente a la familia de las rubiáceas.
Es nativa desde Etiopía al norte de Kenia.

## Taxonomía
Pentanopsis fue descrita por Alfred Barton Rendle y publicado en Journal of Botany, British and Foreign 36: 28, en el año 1898.

## Especies
- Pentanopsis fragrans Rendle (1898).
- Pentanopsis gracilicaulis (Verdc.) Thulin & B.Bremer (2004).